# كاتي رانكس
فيليب توماس (من مواليد 12 فبراير 1965) ، المعروف باسم كاتي رانكس ، هو مغني دانسهول جامايكي.

## روابط خارجية
- ديسكوجرافي في Discogs